# Alexander Flemming
Alexander Flemming (* 25. August 1987 in Leipzig) ist ein deutscher Tischtennisspieler. Er wurde 2009 und 2013 deutscher Meister im Doppel.

## Werdegang
Flemming begann seine Laufbahn beim Verein SV Rotation Süd Leipzig, wo er bis 1998 aktiv war. Danach wechselte er zum Verein TTC Eilenburg, der später mit dem ITTC Sachsen Döbeln fusionierte. 2006 legte er das Abitur ab und konzentrierte sich danach ganz auf den Tischtennissport. Mit Döbeln spielte er bis 2008 in der 2. Bundesliga. Danach wechselte er zum 1. FC Saarbrücken, mit dem er in der Saison 2008/09 Meister in der 2. Bundesliga Süd wurde. Seit 2009 spielt er für den Zweitligisten TV Hilpoltstein.
2009 gewann er in Bielefeld bei der Deutschen Meisterschaft zusammen mit Jörg Schlichter den Titel im Doppel. Dies galt als Überraschung, da beide beim 1. FC Saarbrücken „nur“ in der 2. Bundesliga spielten. Auf dem Weg ins Finale schalteten sie Roßkopf/Fetzner und Christ/Wehking aus. Im Endspiel besiegten sie Ruwen Filus/Steffen Mengel. Ein Jahr später wurden Flemming/Schlichter im Doppel DM-Dritter. 2013 wurde er mit Jörg Schlichter erneut deutscher Meister im Doppel, zudem gewann er in Freiburg die Deutsche Hochschulmeisterschaft im Einzel.
Flemming hat als erster Spieler aus den neuen Bundesländern bei den deutschen Meisterschaften einen Titel gewonnen.
Zudem wurde Flemming 2020 Vizeweltmeister im Clickball.
Im Januar 2021 gewann Flemming erstmals die Weltmeisterschaft im Clickball. 

## Privat
2006 legte er sein Abitur ab. Die darauf folgende Jahre arbeitete er als professioneller Tischtennisspieler. 2009 begann er sein Studium der Betriebswirtschaftslehre und beendete dieses im Jahr 2017 mit einem Masterabschluss. Danach eröffnete Alexander Flemming eine Tischtennisschule.
Flemmings Bruder Stephan spielt Tischtennis bei SV Rotation Süd Leipzig.